# BLUEW
BLUEW（ブルー）は日本のロックバンド。

## 来歴
1986年 - 結成。
1987年 - アルバム「BLUEW」でデビュー。その後、鮫島一友が脱退し、石渡道明が加入。
1989年 - 解散。その後、各メンバーの交流は現在でも続いている。

## メンバー
片山圭司 - ボーカル,作詞,作曲
増崎孝司 - ギター,作曲
大堀薫 - ベース,作曲
石渡道明 - 2代目ドラム
増田隆宣 - キーボード
鮫島一友 - 初代ドラム

## ディスコグラフィー

### シングル
|     | リリース日     | タイトル           | 楽曲制作 |
| 1st | 1987年5月1日   | 南へ走れ           | 作詞：吉元由美 作曲：片山圭司 編曲：BLUEW                                                                                        |
| 2nd | 1987年8月25日  | 哀しみの天使       | 作詞・作曲：Tennant/Lowe 日本語詞：星野今日子 編曲：佐久間正英 ※ペット・ショップ・ボーイズの「哀しみの天使(It's a Sin)」のカバー |
| 3rd | 1987年11月25日 | リンダ/NIGHT & DAY | 作詞・作曲：片山圭司 編曲：BLUEW                                                                                                 |
| 4th | 1988年4月24日  | NO RETURN          | 作詞：澄わたる・片山圭司 作曲：片山圭司 編曲：BLUEW                                                                              |

### アルバム
1. BLUEW（1987/02/25）
2. SURFBREAK（1987/06/05）
3. Reason（1987/12/25）
4. NO RETURN（1988/06/25）

## タイアップ一覧
| 使用年 | 曲名        | タイアップ                                          |
| ------ | ----------- | --------------------------------------------------- |
| 1987年 | Mr.Dandy    | OVA『バブルガムクライシス』PART1 エンディングテーマ |
| 1987年 | 南へ走れ    | 中外製薬「新グロモント」CFイメージソング            |
| 1987年 | リンダ      | ロッテアイス「炭焼珈琲」CFイメージソング            |
| 1987年 | NIGHT & DAY | 日本テレビ系アニメ『きまぐれオレンジ☆ロード』挿入歌 |
| 1988年 | NO RETURN   | シック「ウェット シェービング」CFイメージソング     |